# Profil en long
 (juillet 2022).
Le profil en long d'une route est, avec le profil en travers et le tracé en plan, un des trois éléments qui permettent de caractériser la géométrie d’une route. Il est obtenu par élévation verticale dans le sens de l’axe de la route de l’ensemble des points constituant celui-ci.

## Éléments de composition du profil en long
Le profil en long est profondément marqué par la valeur très faible des pentes qu'on peut donner à la route pour assurer des vitesses de circulation convenables et par les problèmes de visibilité nécessaire à une conduite non dangereuse.
Le profil en long est ainsi constitué d'une succession de segments de droites (ou pentes) et d'arcs de cercles permettant de raccorder entre eux les segments de droites.

## Choix des segments de droites
La pente des droites ne peut dépasser un certain maximum fixé pour chacune des catégories de route : 4 à 8 % selon les catégories.
D'autre part, on n'emploie normalement jamais de pente nulle de façon que l'écoulement des eaux s'effectue facilement. On adopte en général les pentes longitudinales minimales suivantes :
- 0,5 % dans les zones où la pente transversale de la chaussée est inférieure à 0,5 %, s’il y a risque de verglas,
- Au moins 0,2 % dans les longues sections en déblai : pour que l’ouvrage longitudinal d’évacuation des eaux ne soit pas trop profondément enterré du côté aval ;
- Au moins 0,2 % dans les sections en remblai prévues avec des descentes d’eau.

La position des droites par rapport au terrain naturel dépend de plusieurs facteurs tels que :
- éviter des terrassements inutiles : position proche de la surface du terrain naturel,
- équilibrer les déblais-remblais,
- minimiser le mouvement des terres,
- accentuer la position en déblais pour accroître les déblais d'un matériau utile, protéger l'environnement (vue, bruit...),
- accentuer la position en remblai pour éviter un mauvais matériau ou un matériau d'extraction onéreuse, rendre plus agréable la route à l'usager, éviter une zone inondable.

Ces éléments de droites font apparaître des angles dits "saillants" ou "rentrants" qui correspondent aux zones de raccordement par cercle, éventuellement par arc de clothoïde.

## Choix des cercles
Les rayons des cercles sont essentiellement en relation avec la visibilité qu'on doit assurer, éventuellement avec un confort dynamique. Les distances de visibilité nécessaires dépendent de la manœuvre que l’on veut assurer (s'arrêter ou dépasser un véhicule) et de la vitesse à laquelle on peut circuler.
On définit ainsi des distances d'arrêt et des distances de visibilité.

### Distance d'arrêt
La distance d'arrêt est calculée comme la somme de la distance parcourue pendant le temps de perception réaction (distance de perception-réaction) et de la distance de freinage.
La distance de freinage étant dépendante du coefficient de frottement longitudinal choisi, la distance d'arrêt retenue en conception est variable selon les pays. Ce coefficient correspond à une route légèrement humide et un pneumatique usagé (de 0,31 à 0,46 pour la France et de 0,28 à 0,38 pour le Canada), ce qui donne des distances d'arrêt suivantes :
| Pays         | Vitesse de conception (en km/h) | Vitesse de conception (en km/h) | Vitesse de conception (en km/h) | Vitesse de conception (en km/h) | Vitesse de conception (en km/h) | Vitesse de conception (en km/h) |
|              | 80                              | 90                              | 100                             | 110                             | 120                             | 130                             |
| ------------ | ------------------------------- | ------------------------------- | ------------------------------- | ------------------------------- | ------------------------------- | ------------------------------- |
| France       | 105                             | 130                             | 160                             | 195                             | 230                             | 280                             |
| Canada       | 140                             | 170                             | 200                             | 220                             | 240                             | 260                             |
| U.N.E.S.C.O. | 110                             | 133                             | 156                             | 180                             | -                               | -                               |

En France, les distances d'arrêt intermédiaires en alignement et en courbe sont les suivantes :
| V85                       | km/h | 20   | 30   | 40 | 50 | 60 | 70 | 80  | 90  | 100 | 110 | 120 | 130 |
| ------------------------- | ---- | ---- | ---- | -- | -- | -- | -- | --- | --- | --- | --- | --- | --- |
| d (alignement)            | m    | 15   | 25   | 35 | 50 | 65 | 85 | 105 | 130 | 160 | 195 | 230 | 280 |
| D (en courbe de rayon<5V) | m    | 15,5 | 26,5 | 40 | 55 | 72 | 95 | 121 | 151 | 187 | --  | --  | --  |

### Distance de visibilité
On considère 3 distances de visibilité :
- dD : distance de visibilité de dépassement normal nécessaires au dépassement normal (puissance moyenne du véhicule).
- dd : distance de visibilité de dépassement minimale qui correspond à un dépassement normal effectué par un véhicule plus puissant.
- dMd : distance de visibilité de manœuvre de dépassement (le véhicule dépassé freine).

dMd < dd < dD :
la distance de visibilité la plus contraignante est donc dD, et on trouve dans l'ordre de contraintes décroissante dD, dd puis dMd.
Elles sont en relation avec la vitesse V : en particulier
dd = 4 V et dD = 6 V lorsque V < 100 km/h sinon 5 V et 7 V.
Remarque : les conditions de visibilité supposent :
- l'œil à 1 m de haut.
- Le véhicule : 1,20 m de hauteur
- Obstacle dangereux : 0,15 m de hauteur.
- Obstacle permanent : 0,00 m de hauteur (peinture).

On doit assurer la visibilité :
- partout pour la distance d'arrêt,
- partout pour la distance de visibilité dMd de préférence pour la vitesse Vr + 20 km/h,
- pour la distance dd sur la moitié du trajet.

Il existe des relations entre les rayons des courbes du profil en long et les distances de visibilité pour respecter les conditions de visibilité nécessaires à la conduite des véhicules.
RV = f [d, vitesse, type de raccordement (saillant, rentrant)]
En angle saillant, on veut assurer :
- seulement la possibilité "d'arrêt" sur les chaussées uni-directionnelles (2 ou 4 voies) puisqu'il n'y a pas de problème de dépassement ;
- la possibilité de dépassement relativement difficile (le véhicule dépassé freine) ou même fluidifier la circulation sur les routes bidirectionnelles (2 ou 3 voies).

En angle rentrant, il faut assurer seulement la visibilité pour la distance d'arrêt, la visibilité de dépassement étant toujours assurée. Leur dimensionnement est essentiellement fonction de considérations liées au confort dynamique, aux conditions de visibilité nocturne et aux conditions de ruissellement.
La présence d’un passage supérieur au droit d’un angle rentrant doit faire l’objet d’un examen particulier.

### En pratique
- Jusqu'à 70 km/h, c'est la contrainte de visibilité nocturne qui est primordiale :

Sur la base d'un faisceau de phares, d'axe horizontal situé à 0,75m et de 1 degré d'ouverture, et pour une distance d'arrêt en courbe d (en m), le rayon est donné par la formule :
R = d²/(1,5+0,035d)
- Pour 80 km/h, c'est la distance d'arrêt en ligne droite qui est retenue.
- Au delà, la contrainte principale relève du confort et concerne l'accélération verticale subie par les usagers.

Bien que le confort ne puisse être mesuré précisément car fortement dépendant du système de suspension du véhicule, de la flexibilité des pneumatiques et de la charge transportée entre autres, les normes internationales admettent une accélération verticale centrifuge maximale de 0,3 m/s² soit environ g/33. La condition résultante est :

R = V²/3,9 avec V exprimée en km/h

Cette condition est le maximum recommandé. Cependant, pour les routes à faibles caractéristiques (relief difficile notamment), la sécurité n'étant pas mise en jeu, des valeurs d'accélération supérieures peuvent être admises mais au détriment du confort des usagers. La valeur maximale envisageable peut être portée à 0,5 m/s².

## En synthèse
| Catégorie de route              | R60 (60 km/h) | T80 et R80 (80 km/h) | T100 (100 km/h) |
| ------------------------------- | ------------- | -------------------- | --------------- |
| Déclivité maximale              | 7 %           | 6 %                  | 5 %             |
| Rayon minimal en angle saillant | 1500 m        | 3000 m               | 6000 m          |
| Rayon minimal en angle rentrant | 1500 m        | 2200 m               | 3000 m          |

### Origine du texte
- Cet article est partiellement ou en totalité issu du site Cours de génie civil - année 2007-2008, Hervé Brunel , le texte ayant été placé par l’auteur ou le responsable de publication sous la licence de documentation libre GNU ou une licence compatible.

### Autres références
1. ↑  Ces notions sont également valables pour tout axe de transport (fer, voie d'eau, aéroport, XXXduc)